# Megabyte
Megabyte (MB) är en informationsenhet samt en multipel av byte. Namnet kommer av SI-prefixet mega (M), för en miljon, och byte (B).
Enheten används i två skilda betydelser:
- 1 000 000 (106 = 10002) byte
- 1 048 576 (220 = 10242) byte

Enligt definition av SI och IEC motsvarar en megabyte det förstnämnda värdet, då det är överensstämmande med värdet av tidigare nämnt SI-prefix. Det vanligaste och allmänt accepterade värdet är dock det sistnämnda. För att minimera förvirring bland de två olika värdena kan dock det sistnämnda värdet definieras som en mebibyte (MiB).

## Ytterligare betydelse
Enheten används i ett fall i en tredje betydelse, en blandning av de två ovan nämnda:
- 1 024 000 (210 * 103 = 1024 * 1000) byte

Det gäller 1,44 MB 3,5-tumsdisketter, som har en lagringskapacitet på 1 474 560 byte.